# Arachniodes webbiana
Arachniodes webbiana — вид рослин з родини щитникові (Dryopteridaceae), ендемік Мадейри.

## Опис
Це багаторічна, трав'яниста рослина з широко розставленим, нависаючим шкірястими листям. Рослина має повзуче кореневище, товщиною до 7 мм, вкрите коричневими лінійними лусочками. Спори розташовані на нижній стороні листя.

## Поширення
Ендемік архіпелагу Мадейра (о. Мадейра).
Цей вид росте у глибоких долинах у лаврових лісах північно-західної Мадейри на висотах від 10 до 1400 м над рівнем моря.

## Загрози та охорона
Знищення середовища проживання є основною загрозою для цього виду в результаті будівництва інфраструктури, зсувів, пожеж, заготівлі деревини та конкуренції з інвазивними видами. Було багато пожеж, які не вплинули на лаврові ліси, але великі періоди посухи вплинули на місця проживання.
Попри те, що цей вид обмежується лісами на півночі Мадейри, він рясний, а великі частини його ареалу розташовані в природоохоронних територіях.